# Yachtschal

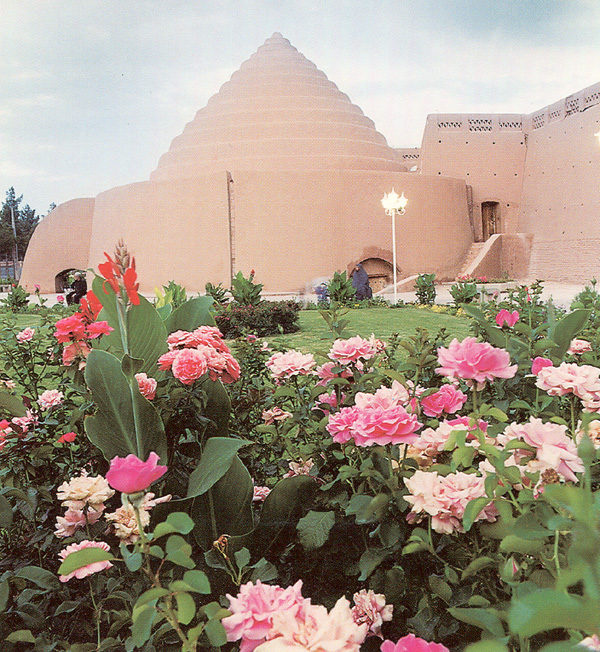
Ein Yach-tschāl in der Provinz Kerman, Iran

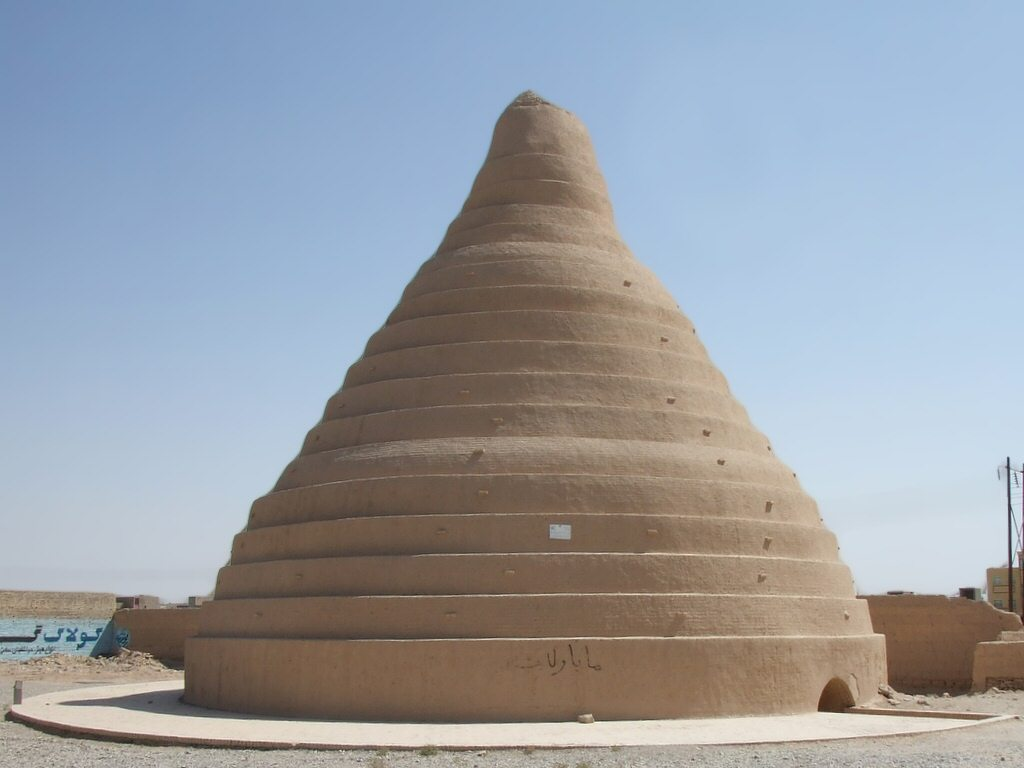
Ein Yach-tschāl in der Provinz Yazd, Iran

Ein Yach-tschāl (persisch يخچال [jæxˈt͡ʃʰɒːl], ‚Eisgrube‘) ist ein traditioneller Kühlraum, der hauptsächlich in Persien seit dem 5. Jahrhundert verbreitet war. Bereits 500 v. Chr. bauten die Perser erste unter- und oberirdische Kühlräume, die durch komplexe Belüftungssysteme eine Kühlfunktion gewährleisteten.
In diesen unterirdischen kuppelartigen Gebäuden (bis zu 5000 m³ Rauminhalt) wurde Eis aufbewahrt. Sie wurden auch zur Frischhaltung von Lebensmitteln verwendet. Die über 2 m starken Wände der Kuppel verhinderten ein Vordringen der Hitze in das Innere. Das Eis wurde in den Wintermonaten aus nahegelegenen Gebirgen geholt und gelagert, um es dann während der Sommermonate für gekühlte Speisen und Getränke zu verwenden.

## Funktionsweise

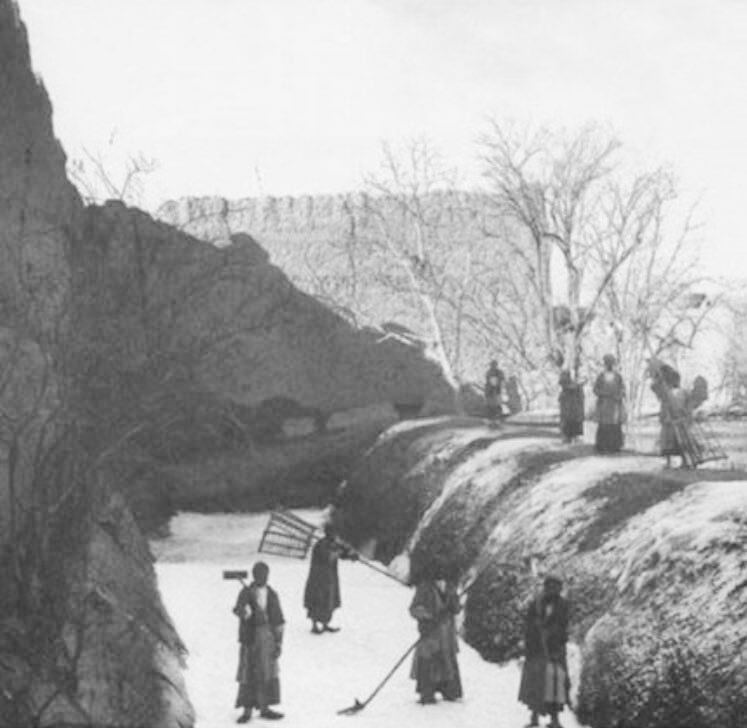
Eis in einem Becken

Zuerst wurden sehr großflächige Becken mit etwa 40 bis 50 cm Tiefe in den Boden gegraben. Danach wurde das Wasser aus einem Qanat oder einem Bach ins Becken geleitet. Während der Nacht bildete sich Eis, das aus dem Becken transportiert und in den Speicher des Kühlraums gelagert wurde.
Eine sehr hohe Ziegel- bzw. Lehmmauer wurde an der Südseite des Beckens angebaut, um tagsüber direkte Sonnenbestrahlung auf das Becken zu verhindern. So blieb der Boden des Wasserbeckens wesentlich kühler als das benachbarte Gelände, um den Eisbildungsprozess zu beschleunigen. Häufig wurden ebenfalls zwei weitere Mauern an die westlichen und östlichen Seiten errichtet, damit wurde das Becken vor den direkten Strahlen beim Sonnenauf- und Untergang abgeschirmt.
Zum Bau wurde ein spezieller Mörtel (sārūdsch), eine Mischung aus Sand, Ton, Kalk, Asche, und Ziegenhaaren etc. eingesetzt, der in einem bestimmten Mischverhältnis wärmeabweisend wirkte.
Die Yach-tschāl, die in Randgebieten von Wüsten gebaut wurden, besaßen oberirdisch einen riesigen kuppelartigen Teil und unterirdisch einen großen und sehr tiefen (bis ca. 15 m) Speicherraum.
Die Kühlräume selbst haben unterschiedliche Größen. Einer der größten unter ihnen steht in Meybod. Seine zweischalige Kuppel ist aus rohem Ziegel. Um wirtschaftlich und statisch ein Optimum zu erreichen, wurde die Außenschale der kegelförmigen Kuppel von unten nach oben dünner. Diese Bauweise hatte eine Gewichtsreduzierung, Materialersparnis und auch tiefere Verlagerung des Schwerpunktes zur Folge. Die Meyboder Kuppel ist 15 m hoch. Die Außenschale hat unten eine Dicke von 240 cm und oben 20 cm (Dicke eines Ziegels). So erreicht die Kuppel eine gestufte Außenwand, die für Reparatur und die jährliche Pflege dieses Riesenbaus hilfreich war.
Meistens stand, wie in Meybod, eine etwa 12 m hohe, über 40 m lange und bis zu 2 m (an der Unterkante) dicke Schattenwerfermauer nördlich von der Kuppel. Im Norden dieser Mauer lag das Wasserbecken. Für eine weitere Senkung und Regulierung der Temperaturen besitzen die meisten Yach-tschāl noch einen Windfänger.
Der „Eisspeicher“ war einmal durch eine schleusenartige Öffnung mit dem Wasserbecken verbunden, durch die die gewonnenen Eisbrocken zur Lagerung im Speicher landeten, die dann aber nach der „Ernte“ wieder zugemauert wurde. Er hatte auf der gegenüberliegenden Seite auch einen meist schließbaren Eingang, durch den eine schmale Treppe tief nach unten führte, die zum Transport des Eises diente.